# Kraken (lény)

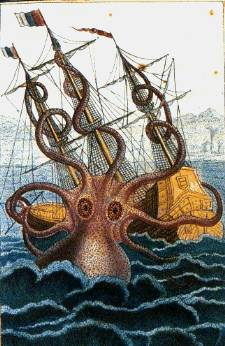
Kraken támad meg egy hajót
(Pierre Denys de Montfort festménye, 1810)

A kraken (régebbi magyarosítással: krák), más néven Leviathán, tengeri mondák szüleménye. A lény egy hatalmas fejlábú több szemmel.
Olaus Magnus tudós uppsalai érsek már a XVI. század derekán említ olyan polipokat, melyeknek négyhold terjedelmű a háta.
Pontoppidan Erik bergeni püspök leírása szerint hátának átmérője jó félóra járás és gyakran 30 lábnyira tornyosul a vízszint fölé. Karjai vastagabbak a legnagyobb hajó legvastagabb árbocánál, és olyan erősek, hogy akármelyik 100 ágyús hajóóriást le tudnak húzni a víz alá, és oly fürgék, mint bármely más polip karjai.

## Leviathán
A Biblia szerint a Leviathán egy hatalmas sárkány, ami a vizekben élt. Egy sárkány, aminek hatalmas agyarai vannak, tüzet okád, és amerre elúszik, felforr a tenger vize. Farkát fogai között tartja, így veszi körül az óceánt. Nem iszik mást, csak a Jordán vizének azt a részét, amely egy földalatti csatornán át ömlik a tengerbe.
A bibliai idézet szerint Isten megöli a Leviathánt.
Ama napon meglátogatja az Úr kemény, nagy és erős kardjával Leviatánt, a futó kígyót, a keringő kígyót, és megöli a sárkányt, amely a tengerben van.
Mások szerint a Leviatán a teremtéskor pusztult el: 
Jahve horoggal felrántotta mélyből, lekötözte a nyelvét, orrlikait nádszállal átdöfte, állkapcsát tövissel átszúrta. 
Mivel a Leviatán óriási nagy volt, a horgok, nádszálak és tövisek sem lehettek éppen közönséges méretűek.

## Valóságban
Ez a monda nem lehetetlen, hisz jelenlegi tudásunk szerint a tenger mélyebb régióiban valóban találhatók óriáspolipok és óriáskalmárok. Ez utóbbiak képezik a fogascetek kedvenc eledelét, így e két monstrum egymás legádázabb ellenfelévé vált.
A polip majdnem olyan hosszú volt, mint ellenfele[...]Végtelen hosszúnak látszó karjaival majdnem tökéletesen körülfonta a cetet, mégis az emlősök óriása lett a győztes.

## Élőhelye
A vikingek szerint[forrás?] valahol Izland és Skócia között él a tengerben.

## Babonák
- Nem volt szabad zöld színt használni a hajón, mert úgy tartották, hogy az vonzza a krakent. Aki megszegte, vízbe dobták.
- Ha valaki belenéz a szemébe, a kraken irányítása alá kerül. A hiedelem szerint hajókat támad meg. Mivel zöld szemei vannak, a hajósok utazás során irtóztak a zöld színtől.
- Amikor a norvég halászok észreveszik, hogy szokatlanul nagy a halbőség és a tenger mélysége rohamosan csökken, menekülnek, mert jön a kraken